# Rhacochelifer barkhamae
Rhacochelifer barkhamae är en spindeldjursart som beskrevs av Volker Mahnert 1980. Rhacochelifer barkhamae ingår i släktet Rhacochelifer och familjen tvåögonklokrypare. Inga underarter finns listade i Catalogue of Life.